# Pogonosoma albopilosum
Pogonosoma albopilosum là một loài ruồi trong họ Asilidae. Pogonosoma albopilosum được Meijere miêu tả năm 1913. Loài này phân bố ở miền Australasia.